# Vlag van Beieren
Er zijn twee vlaggen die dienstdoen als vlag van Beieren: een vlag bestaande uit twee horizontale banen in de kleuren wit en blauw en een vlag met een wit-blauw ruitenmotief. Beide vlaggen, de Streifenflagge en de Rautenflagge hebben dezelfde officiële status. De vlag is op 14 december 1953 officieel aangenomen.

## Ontwerp
Er is in de wetgeving van Beieren geen hoogte-breedteverhouding van de vlag vastgelegd. Aangezien de Duitse nationale vlag een hoogte-breedteverhouding van 3:5 heeft, houdt men deze verhouding doorgaans ook bij de Beierse vlag aan.
De Streifenflagge bestaat uit twee even hoge horizontale banen in de kleuren wit (boven) en blauw.
De geruite vlag heeft doorgaans 21 ruiten in wit en blauw, waarbij ook de ruiten die slechts deels op de vlag staan meegeteld worden. Bij lange of smalle vlaggen kan dit aantal verhoogd worden; 21 ruiten is het minimum. In de linkerbovenhoek moet altijd een witte ruit staan. Verder zijn weinig ontwerpdetails van de vlag gespecificeerd; zo is de vorm van de ruiten niet vastgelegd en is de specifieke kleur blauw niet bepaald.

## Geschiedenis
De ruiten zijn oorspronkelijk afkomstig van het wapen van de graven van Bogen en werden in 1242 door het Beierse vorstengeslacht Wittelsbach overgenomen.
Het Hertogdom Beieren gebruikte een blauw-wit geruite vlag, gebaseerd op het wapen van Wittelsbach en soms voorzien van het toenmalige wapen van de Rijnpalts. Later kwamen wit-blauw gestreepte vlaggen in gebruik. Ook de latere voorlopers van het huidige Beieren, zoals het Koninkrijk Beieren (1806-1918) en de Republiek Beieren (1919-1935), gebruikten de wit-blauwe vlag. Dit werd echter pas op 11 september 1878 officieel vastgelegd. De Münchense Radenrepubliek die tussen 7 april en 2 mei 1919 bestond gebruikte daarentegen een egaalrode vlag.

## Vlaginstructie
Hoewel Beieren twee vlaggen heeft, is er geen specifieke Landesdienstflagge. Het staat iedereen vrij om zelf te bepalen welke vlag men hijst. Er bestaan vlaggen waarop het wapen van Beieren staat afgebeeld, maar zij hebben geen officiële functie.